# Bruce Eisner
Bruce Jay Ehrlich, mais conhecido como Bruce Eisner, (Brooklyn, 26 de Fevereiro de 1948) é um escritor, psicólogo e ativista da contra-cultura estadunidense. Mais conhecido pelo seu livro: "Ecstasy: A história do MDMA".